# 君の記憶の片隅で
「君の記憶の片隅で」（きみのきおくのかたすみで）は、日本のSAKUの6thシングルである。2000年6月14日によりユニバーサルミュージックからリリースされた。

## 解説
SAKUの6枚目のシングルである。今作の表題曲もタイアップがある。更にNACK5の『JAPANESE DREAM』の2000年5月期おいて1位にランクインしている。この1位はCALLの『僕に必要なもの』『Pure』以来の快挙であり、CALL込みで5回受賞したが、前者2曲で達成した2カ月連続1位は達成されなかった。この楽曲ではSAKU個人が作詞・作曲をしている。
ジャケットは緑と赤のマーブリングの地に青いビル、水色の車、赤・緑・黄色の波、一口噛んだ青林檎、青林檎を食べている男性という抽象的なイラストを採用している。

## 収録曲
1. 君の記憶の片隅で
  - 作詞: SAKU、作曲: SAKU
  - TVK/SUN「Cool GANG」6月度エンディング・テーマ
2. Broadwayを歩きながら
  - 作詞: SAKU、作曲: SAKU